# Православна психотерапія
Православна психотерапія — напрямок психотерапії, який при зціленні хворих психотерапевтичними методами враховує морально-етичні і світоглядні обмеження, які накладає на цю діяльність православне віровчення.
Існують думки, що суть православної психотерапії можна виразити такими словами святого апостола Якова: «Сповідуйте свої гріхи один одному».
Привертає до себе увагу, що більшість традиційних віровчень світу можна розглядати як різні підходи впливу на душу людини. До появи психотерапевтів їх функції у суспільстві (в Україні — з часів Київської Русі) виконували священики, серед відомих психотерапевтів багато священиків.